# Grigore Ventura
Grigore Ventura (n. 1840, Galați, România – d. 1909) a fost un scriitor și compozitor român. 
A fost profesor la Conservatorul din București. A scris piese de teatru cu caracter satiric („Căsătoriile în lumea mare”, 1871) sau eroic („Curcanii”, 1878; „Traian și Andrada”, 1893). Compozițiile sale muzicale („Doi ochi”, „Hora de la Grivița”, „Cântecul gintei latine” ș.a.) au un pronunțat caracter patriotic. S-a remarcat și prin cronicile sale dramatice și muzicale, publicate în „Revista literară”, „Revista contimporană”, „Literatorul”.
A fost tatăl actriței Maria Ventura.

## Galerie imagini

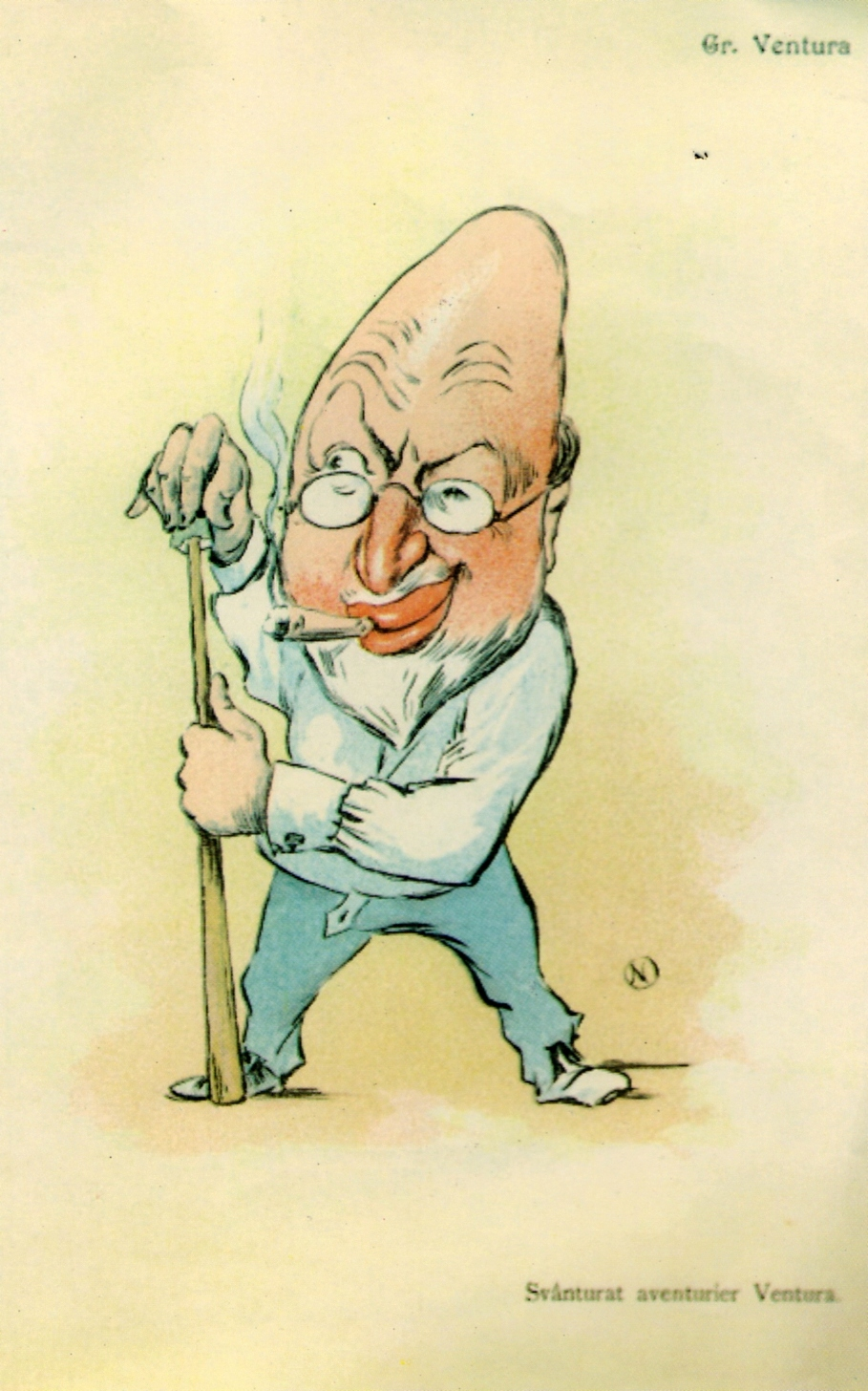
Grigore Ventura - caricatură de Nicolae S. Petrescu-Găină
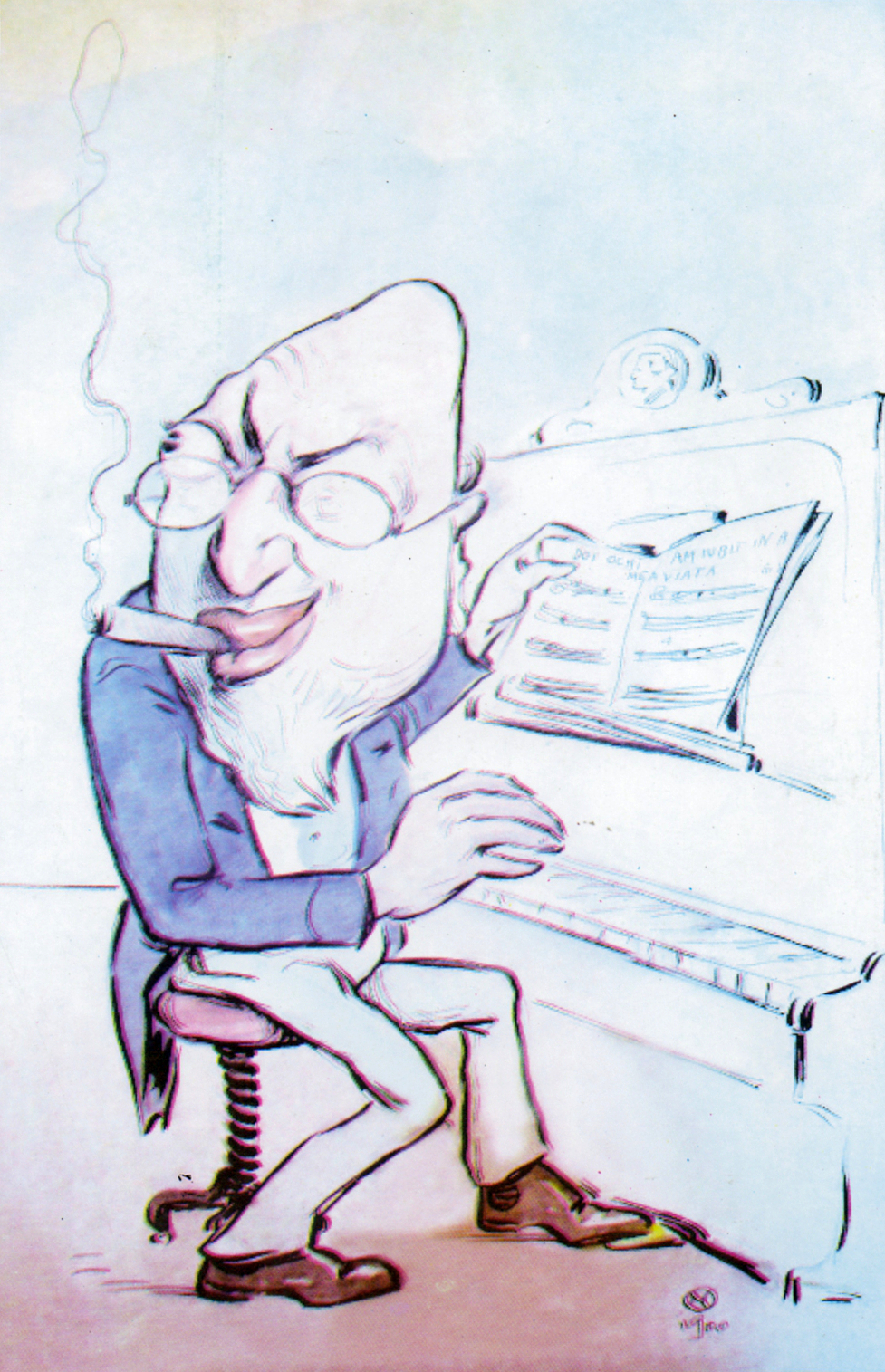
Doi ochi frumoși am iubit în viața mea